# 康斯坦丁·勒杜列斯库博士球场
46°46′46.84″N 23°34′38.09″E / 46.7796778°N 23.5772472°E
康斯坦丁·勒杜列斯库博士球场（羅馬尼亞語：Stadionul Dr. Constantin Rădulescu），又名格鲁亚球场（Stadionul Gruia），是位于罗马尼亚克卢日-纳波卡的格鲁亚区的一座足球场。它是罗马尼亚甲级联赛球队CFR克卢日的主场。

## 历史
这座球场建于1973年。在1997年时，其容量达到10000。由于CFR克卢日获得参加欧洲冠军联赛小组赛的资格，2008年球场进行了扩建，成为欧足联三星级足球场。扩建工程于2008年9月份结束，将球场座位数扩展到25000。
该球场于2008年9月9日首次承办国际足球比赛，罗马尼亚国家队在这场2010年世界杯预选赛中以0-3输给立陶宛国家队。